# Jatropha macrocarpa
Jatropha macrocarpa är en törelväxtart som beskrevs av August Heinrich Rudolf Grisebach. Jatropha macrocarpa ingår i släktet Jatropha och familjen törelväxter. Inga underarter finns listade i Catalogue of Life.